# Jasovská planina

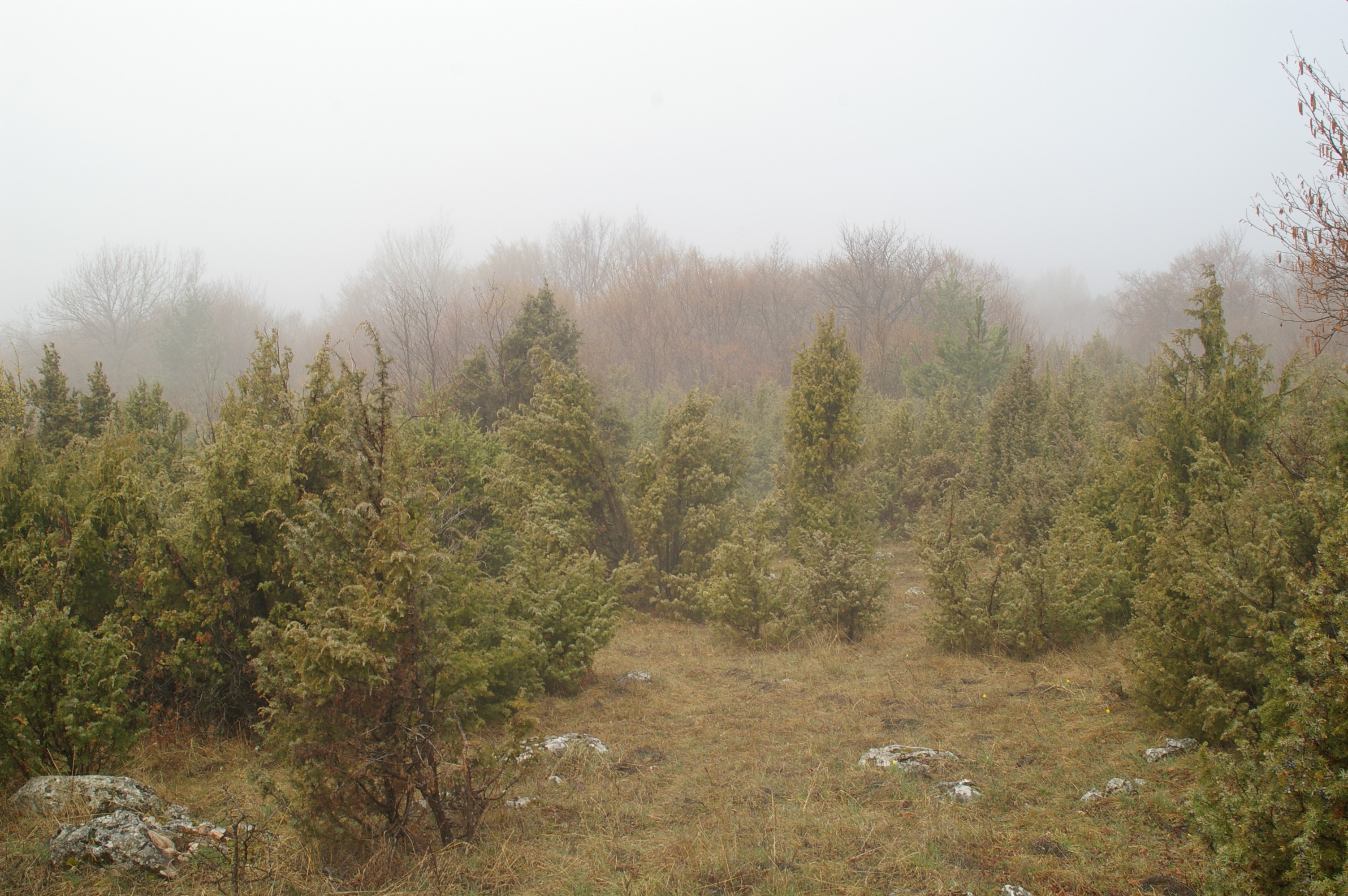
Płaskowyż Jasowski w mgle

Jasovská planina (pol. Płaskowyż Jasowski) – płaskowyż krasowy, będący najbardziej na wschód wysuniętą częścią Krasu Słowacko-Węgierskiego w Wewnętrznych Karpatach Zachodnich.

## Położenie
Leży w całości w granicach Słowacji. Ma wymiary ok. 16 x 10 km. Na zachodzie głęboka dolina Hájskeho potoka oddziela go od Płaskowyżu Zádielskiego. Na południu płaskowyż opada, w większości bardzo wysokim i stromym progiem, ku zachodniej części Kotliny Koszyckiej, zwanej w tej części Równiną Koszycką (słow. Košická rovina). Na wschodzie również sąsiaduje z nim Kotlina Koszycka, ale w części zwanej Pogórzem Medzewskim (słow. Medzevská pahorkatina). Na północy doliny Teplicy i Šugovskeho potoka oddzielają go od grupy Pipitki w Górach Wołowskich (Rudawy Spiskie).

## Geologia i geomorfologia
Płaskowyż Jasowski przedstawia sobą wielką, stosunkowo płaską płytę, zbudowaną ze skał węglanowych, opadającą wyraźnie w stronę południową. Tworzą ją głównie triasowe wapienie, należące do wielkiej jednostki tektonicznej zwanej silicikum. Wysokości względna płaskowyżu ponad otaczające go kotliny i doliny wynosi 200–350 m. Najwyższymi jego punktami są szczyty Železná brána (721 m n.p.m.) w części północno-zachodniej oraz Vysoká (706 m n.p.m.) w części południowej. Spotkamy tu szereg zjawisk charakterystycznych dla krasu „płaninowego”, chociaż częstość ich występowania jest tu mniejsza, niż na sąsiednich płaskowyżach, położonych dalej na zachód i południe. Na powierzchni są to zwłaszcza leje krasowe i różne formy lapiazu. Występują tu zarówno niewielkie wypływy krasowe jak i duże wywierzyska, m. in. Miglinc, Ladislavová vyvieračka, Drienovská vyvieračka i Veľký prameň.

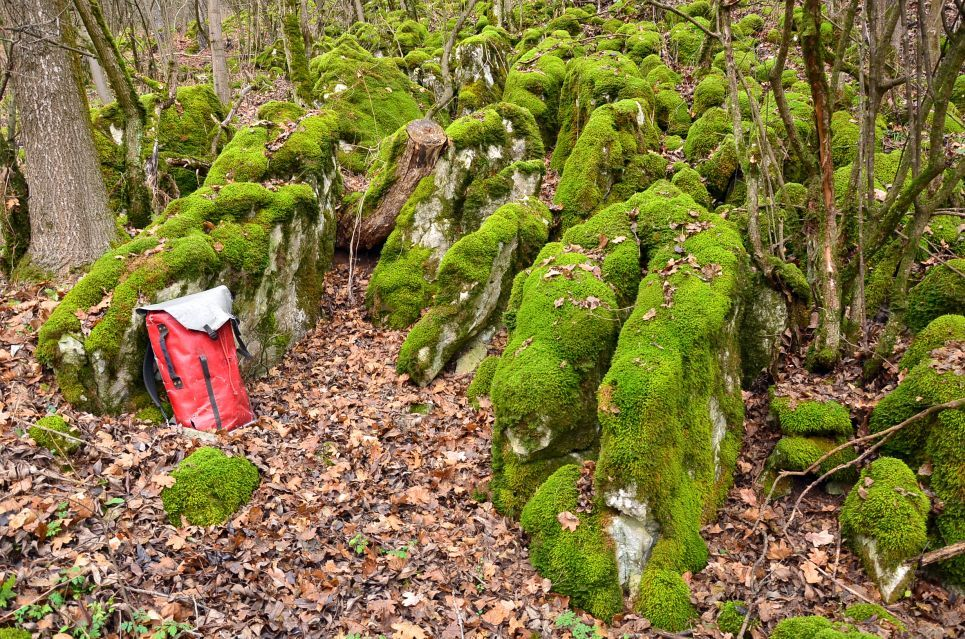
Wilgotna forma lapiazu na Płaskowyżu Jasowskim

Stosunkowo bogate są podziemne zjawiska krasowe, zwłaszcza jaskinie – zarówno pojedyncze jak i całe systemy jaskiniowe. Prymat najdłuższego i najgłębszego systemu jaskiniowego w całej słowackiej części Krasu Słowacko-Węgierskiego dzierży podziemny system jaskiń Kunia priepasť – Skalistý potok, znajdujący się w południowo-wschodniej części Płaskowyżu Jasowskiego. Jaskinie te łączy podziemny potok, wypływający wywierzyskiem Skalistý potok u południowych podnóży płaskowyżu. Oprócz tego wielkiego systemu jaskiniowego Płaskowyż Jasowski szczyci się wieloma innymi interesującymi jaskiniami. Należą do nich m.in. Drienovská jaskyňa - wywierzyskowa jaskinia wodna z pięknym portalem wejściowym, Slaninova jaskyňa, Trojramenná priepasť czy przepaść Hajagoš. Jaskinia Jasowska, znajdująca się we wschodnich zboczach Jasowskiej Skały (349 m n.p.m.), jest jedyną jaskinią Płaskowyżu Jasowskiego udostępnioną do zwiedzania turystycznego.

## Przyroda ożywiona
Płaskowyż jest w znacznej części zalesiony. Porastają go lasy liściaste i mieszane. Większe kompleksy łąk, wykorzystywane częściowo do dziś jako pastwiska, znajdują się w zachodniej i południowej części płaskowyżu (Spodné lúky, Hačavské lúky i in.).

## Turystyka
Na płaskowyż prowadzi szereg szlaków turystycznych z miejscowości położonych u jego podnóży:
- zielony  z Moldavy nad Bodvou;
- żółty  z Medzeva;
- żółty  i niebieski  z Jasova;
- żółty  i niebieski  z Drienovca;
- niebieski  z Háju;
- zielony  z Hačavy.

Dużej rangi atrakcją turystyczną jest wspomniana Jaskinia Jasowska, będąca najstarszą jaskinią na Słowacji, specjalnie udostępnioną dla turystów.